# ناتالیا پونس د لئون

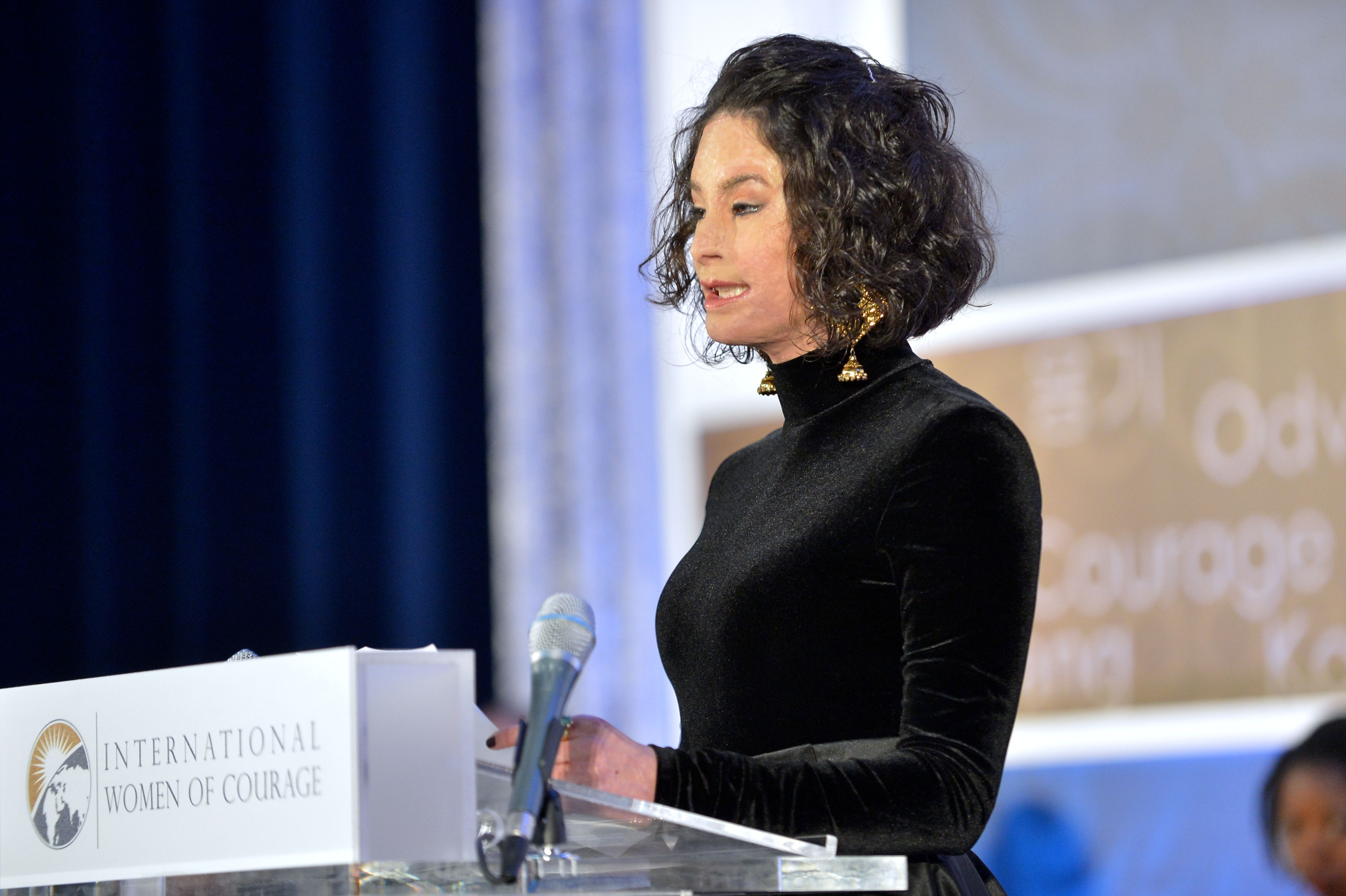
سخنرانی ناتالیا پونس د لئون در جشنواره بین‌المللی زنان شجاع ۲۰۱۷

ناتالیا پونس دو لئون (زاده ۸ اوت ۱۹۸۰) زنی کلمبیایی متولد بوگوتا، قربانی جنایت اسیدپاشی است که با موفقیت سبب تصویب قانونی برای هدف قرار دادن عاملان اسیدپاشی در کشورش شد.
در سال ۲۰۱۶، وی به عنوان یکی از ۱۰۰ زن بی‌بی‌سی شناخته شد. وی دارای مدرک لیسانس در رشته مطالعات فیلم از دانشگاهی در بوگوتا است.

## حمله
پونسه دو لئون پس از مدت کوتاهی زندگی در لندن که در آنجا در رشته زبان انگلیسی تحصیل و به عنوان پیشخدمت رستوران کار می‌کرد، به بوگوتا بازگشت. پس از بازگشت، او با مادرش شروع به کار تولید لباس فرم مدرسه کرد.
او به‌طور غیرمنتظره توسط جاناتان وگا همسایه قدیمی‌اش، مورد حمله قرار گرفت. وی در تاریخ ۲۷ مارس ۲۰۱۴ هنگامی که به ملاقات مادرش در سانتا باربارا می‌رفت، جاناتان وگا یک لیتر اسید سولفوریک بر روی صورت و بدن او ریخت. گزارش شده‌است که وگا همسایه سابق او، با پونسه دو لئون درگیری داشته و پس از آنکه پونسه پیشنهاد برقراری رابطه را رد کرد، او را تهدید به مرگ کرد. ۲۴٪ بدن او در اثر حمله به شدت سوخته بود. پونسه دو لئون از زمان حمله تاکنون ۳۷ عمل جراحی زیبایی بازسازی در صورت و بدن خود انجام داده‌است.

## اعتراض عمومی و قانون جدید
پرونده او واقعه جدیدی نبود. کلمبیا سه سال قبل از وقوع حمله یکی از بالاترین میزان سرانه حملات اسیدی را در جهان گزارش کرد. با این حال، تا زمانی که مبارزات اعتراضی پونسه دو لئون برای اصلاح قوانین در ماه‌های بعد از حمله به وی آغاز شد، قانون مؤثری در کار نبود.
قانون جدید که به نام خود پونسه دو لئون نامگذاری شده‌است، حملات اسیدی را به عنوان یک جرم خاص تعریف می‌کند و حداکثر مجازات به ۵۰ سال زندان برای مجرمان محکوم افزایش می‌دهد. هدف این قانون، جلوگیری از حملات بالقوه و همچنین ارائه مراقبت‌های پزشکی دولتی بهتر از جمله جراحی ترمیمی و درمان روانشناختی به قربانیان است. پونسه دو لئون ابراز امیدواری کرد که قانون جدید به عنوان بازدارنده ای در برابر حملات آینده عمل کند.

## پوشش رسانه ای
پونسه دو لئون در طول مبارزات اعتراضی خود درحالی که با ماسک محافظ صحبت می‌کرد، تصمیم گرفت چهره خود را نشان دهد. این ماجرا هنگام انتشار کتاب «تولد دوباره ناتالیا پونسه د لئون (به اسپانیایی: El renacimiento de Natalia Ponce de León)»، که داستان او را روایت می‌کند، در آوریل ۲۰۱۵ برملا شد.